# Wysoczyzna Międzylesia
Wysoczyzna Międzylesia – mikroregion geograficzny w południowo-zachodniej Polsce w Sudetach Środkowych, w województwie dolnośląskim, powiat kłodzki.

## Położenie
Wysoczyzna Międzylesia położona jest w południowej części Rowu Górnej Nysy. W środkowej części wysoczyzny położona jest miejscowość Międzylesie. Od wschodniej strony wysoczyzna ograniczona jest Masywem Śnieżnika, od zachodu Górami Bystrzyckimi, na północy graniczy z Obniżeniem Bystrzycy Kłodzkiej, a od południa zamknięta jest Przełęczą Międzyleską.

## Opis
Wysoczyzna Międzylesia to niewielkie płaskie wyniesienie pomiędzy górami, położone średnio na wysokości 500 m n.p.m., która jako podjednostka Rowu Górnej Nysy stanowi teren o podobnym charakterze. Jest to obszar wyżynny w kształcie zbliżonym do czworokąta, z doliną Nysy Kłodzkiej o kierunku północ – południe. Wysoczyzna wznosi się nieznacznie na południe w kierunku Przełęczy Międzyleskiej. Wschodnie zbocza wysoczyzny wznoszą się w kierunku Masywu Śnieżnika, a zachodnie w kierunku Gór Bystrzyckich i są wyraźnie łagodniejsze. Wysoczyzna stanowi niezalesioną kotlinę podgórską, co ma decydujący wpływ na rolniczy charakter tego terenu.

### Budowa
Wysoczyzna zajmuje północno-wschodni fragment niecki śródsudeckiej, na oderwanym i wypiętrzonym fragmencie formacji skalnej Masywu Czeskiego. Obszar ten powstał w czasie najstarszych ruchów górotwórczych, które doprowadziły do wydźwignięcia sąsiednich masywów górskich i nie podlegał zmianom w czasie późniejszych fałdowań. Ostateczny wygląd wysoczyzna otrzymała w okresie epoki lodowcowej, kiedy to lądolód skandynawski naniósł w dolinę warstwę osadów. Formacje geologiczne występujące w podłożu Wysoczyzny, przykryte są osadami czwartorzędu: piaskami, żwirami, iłami, glinami oraz lessami, a także osadami polodowcowymi. Podłoże zbudowane jest ze skał metamorficznych wieku paleozoicznego oraz z piaskowców i mułowców, a podrzędnie ze zlepieńców górnokredowych.

### Krajobraz
Krajobraz wysoczyzny przedstawia krajobraz wyżynny. Najwyższe wzniesienia terenu nie przekraczają 600 m n.p.m. Cały obszar jest płaski, lekko pofałdowany i łagodnie rozcięty stosunkowo płytkimi dolinami cieków wodnych. Jest to teren słabo zalesiony, w małym stopniu zaludniony, o charakterze rolniczym. Większość obszaru zajmują łąki, pola uprawne i nieużytki. Krajobraz przeobrażony, znacznie zurbanizowany. Obszar wysoczyzny jest ciekawy krajobrazowo. Występują niewielkie pasy zieleni z drzew liściastych wzdłuż koryt rzek oraz w formie przydomowych nasadzeń. Po wschodniej i zachodniej stronie wysoczyzny rosną lasy świerkowe regla dolnego.

### Rzeźba
Cały obszar wysoczyzny jest wyżynny z niewyraźnie zaznaczonymi wzniesieniami poprzecinany licznymi płytkimi dolinami potoków. W środkowej części wysoczyzny wznosi się kilka wzniesień z jednym z wyższych Sikornikiem (550 m n.p.m.), natomiast część północna to płaski teren lekko pofałdowany nieznacznie opadający w kierunku zachodnim.

## Klimat
Klimat obszaru wysoczyzny jest umiarkowany środkowoeuropejski śródgórski, zdeterminowany dwoma czynnikami: wysokością nad poziomem morza i układem orograficznym. Na skutek ukształtowania terenu występują tutaj lokalne systemy cyrkulacji powietrza, powodujące powstawanie w każdej dłuższej dolinie wiatrów dolinowych, które spełniają istotną rolę w kształtowaniu się klimatu regionu. Występują tu również ciepłe i suche wiatry fenowe. Wpływają one na zmniejszenie wilgotności powietrza, podwyższenie temperatury i zmniejszenie zachmurzenia. Zimą przyspieszają topnienie śniegu, a latem hamują wegetację roślin. W maju i we wrześniu często tworzą się kompleksy wyżowe, utrzymujące piękną pogodę. Pory roku są łatwo rozpoznawalne i wyznaczane przez przebieg temperatury: ciepła i wilgotna wiosna, ciepłe i często suche lato, chłodna i wilgotna jesień oraz mroźna zima ze znacznymi opadami śniegu. Zachmurzenie średnie występuje w okresie jesienno-zimowym, najmniejsze w lecie. Okres wegetacyjny trwa ponad 210 dni.

## Wody
Teren wysoczyzny jest obszarem o gęstej dobrze rozwiniętej sieci hydrograficznej. Wysoczyzna leży w dorzeczu Nysy Kłodzkiej, będącej lewobrzeżnym dopływem Odry. Największą rzeką jest Nysa Kłodzka płynąca południkowo, środkiem wysoczyzny – systemem dopływów zbiera ona wody z wysoczyzny oraz odwadnia zbocza otaczających gór. Sieć wodną stanowią potoki: Głownia, Bielica, Kamionka, Kamieńczyk, Różanka, Wapniarka, Polnik, Goworówka, Cieszyca, Owczy Potok, Nowinka, Szklarka oraz kilkanaście mniejszych cieków wodnych bez nazwy.

## Flora i fauna
Świat zwierzęcy i roślinny nie różni się specjalnie od innych części ziemi kłodzkiej. Z większych zwierząt można spotkać sarnę, dzika i jelenia, z ptaków na terenie wysoczyzny występuje: jarząbek, sójka, pluszcz, sikora bogatka, skowronek polny i kilka gatunków jastrzębi. Z mniejszych ssaków występuje lis, łasica, wiewiórka, zając. Piętro pogórza do 400 m n.p.m. uległo największym przeobrażeniom. Stanowiska pierwotnych lasów dębowo-grabowych na przestrzeni wieków zajęła łąkowa roślinność zastępcza. Na terenie wysoczyzny, pozostałości lasu zachowały się jedynie w środkowej części na wyższych wzniesieniach oraz na wschodnim i zachodnim obrzeżach. Naturalne zbiorowisko roślinne jest niemal zupełnie zniszczone działalnością człowieka, który zajął ten teren pod uprawy. Nielicznie zachowały się małe enklawy lasów i zarośli nadpotokowych i nadrzecznych. Z roślin chronionych występuje: dziurawiec, dziewięćsił bezłodygowy, lilia złotogłów, kopytnik pospolity, ciemiężyca zielona, pełnik europejski.

## Komunikacja
Przez Wysoczyznę Międzyleską prowadzą:
szlak kolejowy
Wrocław – Praga
drogi główne
Droga krajowa nr 33 – Kłodzko – Boboszów przejście graniczne.
Droga wojewódzka nr 389 – przełęcz Polskie Wrota – Międzylesie
drogi lokalne
Smreczyna – Kamieńczyk, Boboszów  – Pisary, Międzylesie – Pisary, Międzylesie – Goworów, Międzylesie – Lesica, Roztoki  – Goworów.

## Turystyka
Na terenie Wysoczyzny są dwa przejścia graniczne turystyczne w Kamieńczyku oraz ogólnodostępne (drogowe) w Boboszowie.
Na obszarze wysoczyzny brak schronisk turystycznych. Przez najciekawsze miejsca Wysoczyzny prowadzą szlaki turystyczne:
- – zielony szlak graniczny prowadzący wzdłuż granicy państwowej z Śnieżnika do Niemojowa
- – niebieski prowadzący z Schroniska na Śnieżniku do Różanki i dalej
- – żółty prowadzący z Boboszowa przez Międzylesie do turystycznego przejścia granicznego w Kamieńczyku
- – czerwony prowadzący z Międzylesia przez Pisary do granicy państwa.